# وسام بريدي
وسام بريدي (25 أكتوبر 1975-)، إعلامي لبناني.

## حياته الخاصة
ولد في بلدة فيطرون كسروان لبنان، له أخت وحيدة، أخوه الممثل عصام بريدي، حاصل على شهادة في العلوم السياسية وعمل كمستشار سياسي في لبنان ويمتلك مطعم خاص به بمنطقة ضبية في بيروت.
في أبريل 2017 أعلن خطوبته من عارضة الأزياء التونسية ريم السعيدي بعد قصة حب جمعتهما من خلال برنامج رقص النجوم وقامت بتقديم جائزة الفنانة إليسا في حفل الموسيقى العربية الذي، وكذلك تقديم الجائزة إلى الممثلة وملكة جمال لبنان السابقة نادين نسيب نجيم في حفل الموريكس دور" في يوليو 2017انتشرت صور لزفافهم الذي عقد في ميلانو بعد أن تزوجا مدنيا ، في التاسع من 2018 سبتمبر رزق بابنته "بيلا ماريا " والتي ولدت في إيطاليا وفي 16 يناير 2020 رزق بابنته الثانية "آيا صوفيا"

## مسيرته المهنية
- تخرج من ستديو الفن عام 2001، عن فئة تقديم البرامج. وحائز على شهادة تقدير من لجنة كانت له تجربة في مجال التمثيل من خلال دور في مسلسل “من أحلى بيوت راس بيروت”، بدأ عمله في الإذاعة لفترة سنتين في «نجوم لبنان»، وكان له فيها برنامج صباحي وبرنامج «نجمة حظك» و «ساعة عالهوا».[7]

### العمل التلفزيوني
- كانت بدايته في تلفزيون المستقبل سنة 2004 ، حيث قدم على قناة زين التابعة لها برنامجي extra chat و برنامج pick &mix كماقدم برنامجه الناجح السهم الذي أدخله إلى المجال الإعلامي بقوة وصور منه موسمين وقد إشتهر فيه بلقب الفارس الأسود.
- تابع مسيرته في تلفزيون المستقبل، قدم برنامج الخزنة، ومجموعة من الحلقات الخاصة وصولاً إلى برنامجه الأخير:وقف يا زمن الذي استضاف فيه مجموعة من الوجوه الفنية والإعلامية في العالم العربي، أمثال جورج قرداحي، حسين فهمي، لبنى عبد العزيز، رغدة، أنغام، طوني حنا، صباح، لبلبة، ماجد المهندس، منى زكي وغيرهم.
- في بداية الـعام 2009 ، انتقل وسام من تلفزيون المستقبل إلى محطة إم تي في اللبنانية.
- قدم برنامجا حواريا بعنوان مش غلط، عرض أيام الأحد الساعة التاسعة على محطة إم تي في اللبنانية.
- في شهر رمضان لعامي 2010-2011 وعلى قناةإم تي في اللبنانية قدم برنامج بالهوا سوا، الفريد والمبتكر من حيث التقديم والإخراج حيث يستضيف وسام ضيوفه على طاولة تجمع عدد من المشاهير من الاعلام والسياسة والفن وترتفع بيهم المائدة على علو 50 متر بالهواء الجوي ليصبح الضيوف فعلا بالهوا.
- وفي عام 2012 بعد ان طار مع ضيوفه في هواء بيروت اختار أن يبحر مع النجوم ضمن برنامجه بالبحر سوا.
- في العام 2013 قدم برنامج رقص النجوم Dancing with the stars مع المذيعة كارلا حداد وبرنامج المسابقات  إنت وحظك.
- في العام 2014 قدم على قناة النهار برنامج الألعابMinute to win.
- في عام 2015 قدم على قناة دبي برنامج يا حلو يا مر مع المذيعة رنا العمودي
- في شهر رمضان 2015 قدم برنامج راتينغ رمضان Rating ramadan مع ميساء مغربي على قناتي إم تي في اللبنانية وتلفزيون أبو ظبي من إنتاج شركة كلاكيت.
- قدم بعدها في نفس العام برنامج عرب كاستينغ بمشاركة أسيل عمران على شاشتي تلفزيون أبو ظبي وقناة النهار
- في أكتوبر 2016 قدم برنامج إنت أونلاين" في لقاءات حوارية مع نجوم الغناء في العالم العربي، الفكرة قدمتها شركة "بيري سكوب" ل تلفزيون دبي، وهي عبارة عن لقاء يجمعه بفنان عربي، على أن يكون المحور العام للأسئلة، مواقع التواصل الاجتماعي وتفاعل الفنان، مع محيطه، وعدد متابعيه على هذه المواقع، بعدما أصبحت تُشكل قاعدة جماهيرية مرادفة لشهرة الفنانين في العالم وتفاعلهم الذي يعبر عن أفكارهم وآرائهم، وبات الأساس في الترويج لأعمالهم الغنائية والفنية، يتناول البرنامج أيضاً، رأي الصحافة الفنية بالمواضيع المطروحة [8]

في فبراير 2019 قدم ً برنامج الأطفال «أحلى كلام» على «تلفزيون دبي» حاور فيه أولاداً وطرح عليهم أسئلة في المجالات كافة
في مارس 2019 قدم برنامج «metle متلك» على إم تي في اللبنانية فقرات سريعة، لحالات اجتماعية مختلفة، لا يجمعها شيء، عن كيفية التعاطي مع المشاكل، وضرورة امتلاك الأشخاص للأمل كي يتخطوا هذه المعضلات.
عام 2020 شارك بمسلسل ما فيي 2 وجسد شخصية الدكتور عصام.
- عام 2021 قدم برنامج«كاربول كاريوكي بالعربي» عاو تلفزيون دبي.
- في أكتوبر 2022 قدم برنامج غنيلي بالجو على شاشة إم بي سي[12]

## وصلات خارجية
- وسام بريدي على موقع قاعدة بيانات الأفلام العربية